# Maikel McKenzie
Maikel McKenzie (4 de octubre de 1994) es un deportista cubano que compite en judo. Ganó una medalla de oro en los Juegos Panamericanos de 2023, en la prueba de equipo mixto.

## Palmarés internacional
| Juegos Panamericanos | Juegos Panamericanos | Juegos Panamericanos | Juegos Panamericanos |
| Año                  | Lugar                | Medalla              | Categoría            |
| -------------------- | -------------------- | -------------------- | -------------------- |
| 2023                 | Santiago (Chile)     | Medalla de oro       | Equipo mixto         |